# كيب الشرقية
كيب الشرقية هي إحدى محافظات جنوب أفريقيا حيث تم تشكيلها في عام 1994م وتنقسم إلى 46 بلدية.

## البلديات
تنقسم المقاطعة ل7 بلديات تنقسم بدورها إلى مناطق فرعية.
| الاسم                          | المساحة    | عدد السكان (إحصاء 2011) | التقسيمات الإدارية |
| ------------------------------ | ---------- | ----------------------- | ------------------ |
| أماثول                         | 21.595 كم² | 892637 نسمة             | 6 مناطق            |
| ألفريد نزو                     | 10.731 كم² | 801344 نسمة             | 4 مناطق            |
| بوفالو سيتي متروبوليتان        | 2،536 كم²  | 755200 نسمة             |                    |
| كريس هاني                      | 36144 كم²  | 795461 نسمة             | 6 مناطق            |
| جو جكابي                       | 25663 كم²  | 349768 نسمة             | 3 مناطق            |
| نيلسون مانديلا باي متروبوليتان | 1959 كم²   | 1،152،115 نسمة          |                    |
| أو آر تامبو                    | 12،096 كم² | 1،364،943 نسمة          | 5 مناطق            |
| سارة بارتمان                   | 58194 كم²  | 450،584 نسمة            | 7 مناطق            |

## أعلام
- أوكيرت بريتس
- زولاني تيتي
- سيمفيوي نونجقايي
- سارتجي بارتمان
- راي مالي